# Zirkel nach Zielinsky

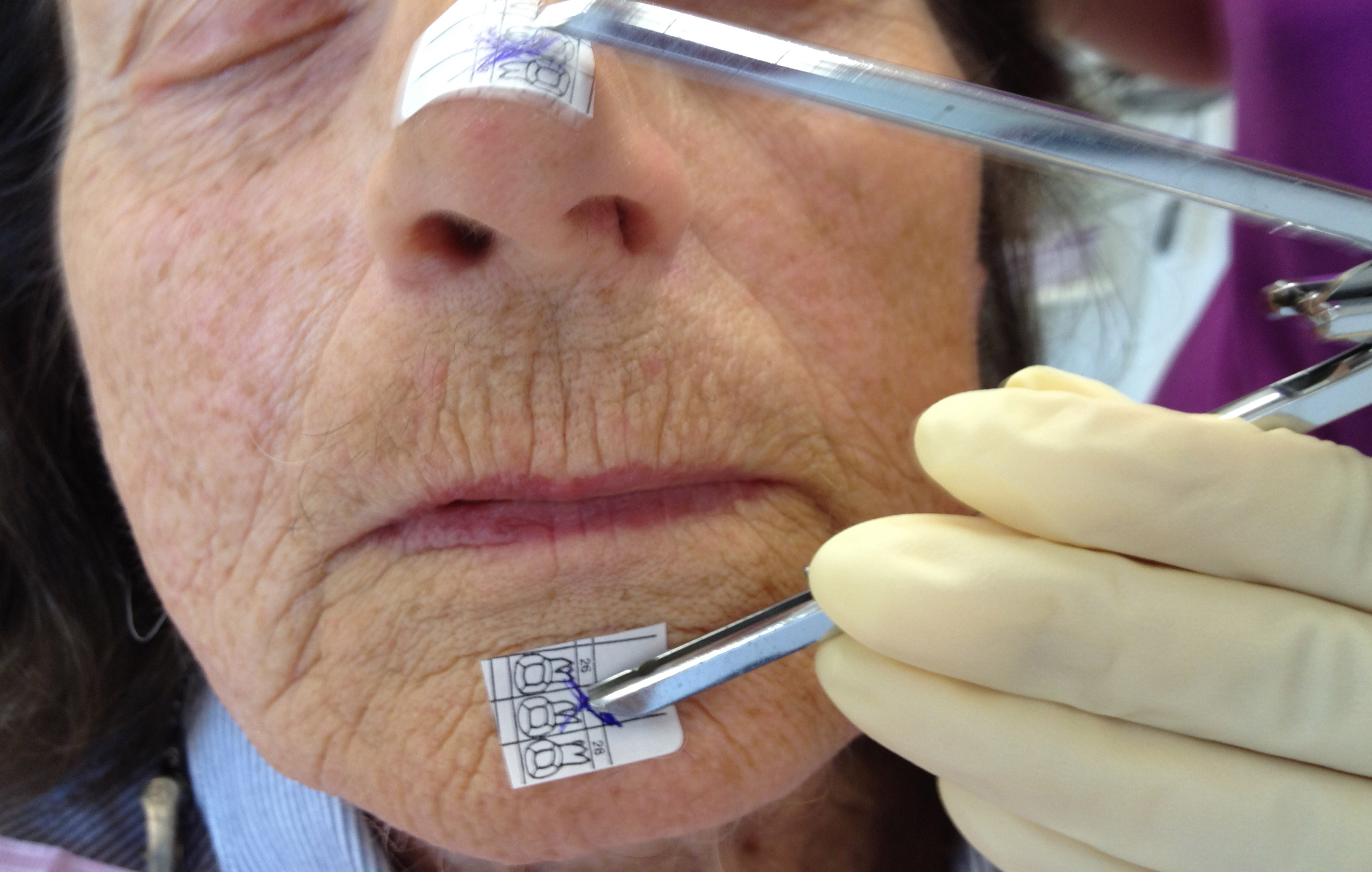
Bestimmung der Ruheschwebelage mit einem Zirkel nach Zielinsky

Der Zirkel nach Zielinsky ist ein zahnärztliches Instrument zur Bestimmung der Ruheschwebelage im Rahmen der Kieferrelationsbestimmung (früher: Bissnahme) bei der Schädelanalyse zur Herstellung einer Totalprothese als Zahnersatz. Er ist als Tastzirkel von einem Stechzirkel abgeleitet. Die Spitzen der Schenkel dieses Zirkels sind abgebogen. Am Ende des Zirkels befindet sich eine Schraube zur Fixierung des festgestellten Abstandes der beiden Schenkel. Der Zirkel ist nach seinem Entwickler, dem Berliner Zahnarzt Walter Zielinsky (1883–1918), benannt, einem Schüler von Edward H. Angle (1855–1930).